# Peugeot Tipo 105
El Peugeot Type 105 fue un vehículo grande presentado por Peugeot en 1908. 
Los estilos de carrocería disponibles incluyen doble phaéton, landaulet, limusina y deportiva. Sin embargo, la mayoría fueron construidas como limusinas cerradas. La producción total duró menos de dos años y se produjeron 23. Los bajos números de producción y muchos estilos disponibles aseguraron una singularidad casi completa de cada Type 105.
Su motor fue el primero de Peugeot con seis cilindros — uno de 11.1 L, que producía unos nada despreciables 60 caballos de fuerza (45kW), más poderoso que el contemporáneo Rolls-Royce Silver Ghost y prácticamente todos los demás vehículos en el mercado en su tiempo. A pesar de los abultado del vehículo, su motor es capaz de 100 kilómetros por hora, una figura estelar para su época.